# 노 킹스 시위
노 킹스 시위(No Kings protests) 또는 국제적으로 노 딕테이터스(No Dictators) 또는 노 타이런츠 시위(No Tyrants protests)는 2025년 6월 14일 (참가자들은 노 킹스 데이로 명명함) 주로 미국에서 도널드 트럼프의 두 번째 임기 동안의 정책과 행동, 그리고 그의 주장된 파시스트적 경향 및 관련 미국의 민주주의 후퇴에 반대하여 일어난 일련의 시위이다. 이 시위는 미국 육군 250주년 기념 퍼레이드와 트럼프의 79번째 생일과 같은 날에 일어났다.
주최측은 필라델피아의 주요 행사를 포함하여 2,100개 이상의 도시와 마을에서 5백만 명이 넘는 사람들이 참여했다고 추정했다. 괌, 북마리아나 제도, 푸에르토리코, 미국령 버진아일랜드와 같은 미국 영토, 그리고 캐나다, 일본, 멕시코 및 유럽을 포함한 20개 해외 국가에서도 시위가 일어났다. 캐나다와 영국과 같은 입헌군주제 국가에서는 반군주제 운동과의 혼동을 피하기 위해 "왕들" 대신 "독재자" 또는 "폭군"이라는 대체 명칭을 선호했다. 하와이주도 같은 날 열린 카메하메하 왕의 날 퍼레이드와의 혼동을 피하기 위해 같은 방식을 취했다.

## 배경
노 킹스 시위는 인디비저블과 진보 단체들이 50501, 서드 액트 운동, 미국교사연맹, Social Security Works, Communications Workers of America, 미국 시민 자유 연맹, Public Citizen 및 무브온을 포함한 200개 이상의 다른 단체 연합의 일환으로 조직했다. 이 행사는 도널드 트럼프 행정부의 정책과 행동, 그리고 그의 주장된 파시스트적 경향 및 관련 미국의 민주주의 후퇴에 항의하는 것을 목표로 했다. 이 시위의 이름과 주제는 자신이 "왕"이라고 주장하는 트럼프의 발언과 그를 군주로 묘사하는 그의 행정부의 여러 게시물을 반영한다.
인디비저블의 에즈라 레빈은 MSNBC에 다음과 같이 말했다.
 이 행정부를 평가할 시간은 끝났다. 이제 우리의 목소리를 높여 들려줄 때다. 이 퍼레이드에 항의하는 것뿐만 아니라 더 깊은 의미를 확인하는 것이다. 권력은 국민에게 있고, 민주주의는 지킬 가치가 있으며, 우리는 여전히 국민의, 국민에 의한, 국민을 위한 정부를 믿는다. 마틴 루터 킹 목사의 유산에서 영감을 받은 이 동원은 정의롭고 포용적이며 공평한 사회에 대한 그의 비전을 상기시켜준다. 우리는 이 꿈을 위해 삶을 바쳤고, 우리 연약한 민주주의에 대한 이 최근의 도전에 맞서 모두 함께 일어서도록 촉구한다.

6월 14일 시위는 이전의 전국적인 "노 킹스" 시위를 기반으로 했으며, 특히 2월 17일 전국적인 "대통령의 날에 왕은 없다" 행사와 4월 19일의 다른 시위들을 따랐다. 이들은 또한 트럼프와 그의 2기 정책에 대한 다른 시위들을 따랐는데, 여기에는 그의 대규모 추방 노력에 대한 수십 개의 소규모 시위가 포함되었다. 여기에는 로스앤젤레스에서 진행 중인 수 주간의 시위 시리즈가 있었는데, 대통령은 이에 대해 캘리포니아 주 방위군과 미국 해병대를 배치했다.
노 킹스 시위 날짜는 미국 육군 250주년 기념 퍼레이드와 트럼프의 79번째 생일과 일치하도록 선택되었으며, 비평가들은 이 퍼레이드가 군대를 정치화하고 권위주의 체제에서 흔히 볼 수 있는 전시를 모방했다고 주장했다. 육군 퍼레이드가 열린 워싱턴 D.C.에서는 공식적인 노 킹스 시위가 열리지 않았다. 인디비저블의 레아 그린버그는 "대조에 초점을 맞추고 트럼프 행정부가 분쟁을 조장하고 집중할 기회를 주지 않기 위해서"라고 말했다.
트럼프는 공개적으로 시위에 반대했다. 그는 "나는 왕처럼 느껴지지 않는다"고 말하면서, D.C. 퍼레이드에서 시위하는 사람들에게 "시위하고 싶은 사람들은 아주 큰 힘에 직면할 것"이라고 위협했다.
해외 민주당이 이끄는 주최측은 국제적으로도 연대 시위를 조직했다. 많은 국가에 군주가 국가원수로 있기 때문에, 이러한 행사는 "폭군 반대" 시위로 명명되었으며, "우리는 권위주의를 거부한다. 우리는 두려움을 거부한다. 우리는 폭군을 거부한다."는 메시지를 담았다.

## 참가자 수
주최측은 시위의 공동 후원자인 노 킹스와 미국 시민 자유 연맹의 발표에 따르면, 전국적으로 2,100개 이상의 도시와 마을에서 5백만 명 이상이 참여했다고 추정했다. 노 킹스 성명은 이날이 트럼프 2기 행정부 시작 이후 가장 큰 규모의 조직적인 시위였다고 밝혔다.
참여 인원을 집계하기 위한 크라우드소싱 노력은 데이터 저널리스트 G. 엘리엇 모리스가 이끌었으며, 그는 6월 15일에 "대략적인 계산으로 총 참가자 수가 400만~600만 명 범위에 있다. 이는 어제 전국 어딘가에서 미국 인구의 약 1.2%~1.8%가 노 킹스 데이 행사에 참여했다는 의미이다."라고 썼다.

## 미국 주별 시위

### 앨라배마
주최측이 집회 전에 위협을 받았다고 보고한 모빌 (앨라배마주)에는 약 2,000명의 인파가 모였다. 몽고메리 (앨라배마주)에서는 앨라배마 주 청사 맞은편에 최소 400명이 모였다. 터스컬루사의 리처드 셸비 연방 청사 및 법원 외부에서 열린 노 킹스 집회에는 수백 명이 참석했다. 버밍엄, 헌츠빌 (앨라배마주), 플로렌스 (앨라배마주), 스코츠버러 (앨라배마주), 포트페인, 건터스빌 (앨라배마주), 애선스 (앨라배마주)에서도 시위가 열렸다.

### 알래스카
앵커리지 시내에서 열린 노 킹스 시위에는 수천 명이 참석했다. 페어뱅크스 (알래스카주)의 파이어니어 공원 (페어뱅크스, 알래스카) 밖에서는 약 2,000명이 집회를 열었고, 호머 (알래스카주)에서는 약 600명, 싯카에서는 300명이 시위했다. 주 내 다른 14개 지역에서도 시위가 열렸다.

### 애리조나
수천 명의 사람들이 40개 이상의 행사에서 시위했다. 주최측은 피닉스 (애리조나주)의 애리조나 주 청사 밖 웨슬리 볼린 기념 광장에 20,000명이 모였다고 추정했다. 투손에는 수천 명이, 플래그스태프 (애리조나주)에는 3,000명 이상이, 메사에는 약 1,000명, 템페에는 약 700명이 집회를 열었다.

### 아칸소
여러 시위가 계획되었다. 페이엣빌 (아칸소주)에는 약 5,000명이 참여했으며, 리틀록에는 8,000명 이상이 모였다.

### 캘리포니아

#### 남부 캘리포니아
로스앤젤레스에서 열린 행사는 20만 명이 넘는 시위대를 동원했으며, 이 운동의 일환으로 로스앤젤레스군 전역에서 수많은 다른 시위가 열렸다. 롱비치 (캘리포니아주)에는 수천 명이 집회를 열었다. 벤투라군에서는 12,000명 이상이 모였다 (벤투라 5,500명, 사우전드오크스 3,000명, 시미밸리 2,000명, 오하이 1,500명). 베벌리힐스, 토런스 (캘리포니아주) 및 패서디나 (캘리포니아주)에서도 시위가 열렸다.
샌디에고 시위에는 약 60,000명이 참여했다.
오렌지군 (캘리포니아주)에서는 수천 명이 헌팅턴 비치 피어에서 노 킹스 집회에 참석했으며, 애너하임, 뉴포트비치, 러구나비치 및 데이나포인트를 포함한 카운티 내 다른 지역에서도 수천 명이 더 집회를 열었다.
샌타바버라 (캘리포니아주), 리버사이드군, 샌버너디노군 및 샌타모니카에서도 다른 집회가 열렸다.

#### 센트럴 밸리, 센트럴 코스트, 센트럴 캘리포니아
새크라멘토에서 5,000명 이상이 집회를 열었다. 새크라멘토 밸리와 센트럴밸리의 다른 지역에서는 로즈빌 (캘리포니아주)에 4,000명 이상이 집회를 열었다. 레이크포트 (캘리포니아주)에는 1,000명의 시위대가 참가했다.
프레즈노, 샌타크루즈, 몬터레이, 샌루이스오비스포에서도 다른 집회가 열렸다.

#### 북부 캘리포니아
샌프란시스코 베이 에어리어 전역에서 14만 명 이상의 시위대가 노 킹스 시위에 참여했다. 샌프란시스코에서는 거의 5만 명이 시위했다. 이스트 베이에서는 오클랜드 (캘리포니아주)에 1만 명 이상, 버클리 (캘리포니아주)에 약 1만 명이 모였으며, 시위대는 시내의 프랭크 H. 오가와 광장에 집결했다. 노스 베이에서는 샌타로자 (캘리포니아주)에 수천 명, 마린군 (샌러펠 (캘리포니아주)에서) 수천 명, 페탈루마에 수천 명, 시배스토폴 (캘리포니아주)에 500명 이상이 집회를 열었다. 사우스 베이에서는 산호세 (캘리포니아주)의 집회에 12,000명 이상이 참석했다. 엘 카미노 레알 (캘리포니아)의 7마일 구간에 걸쳐 팰로앨토부터 마운틴뷰 (캘리포니아주)까지 수천 명이 길가에 늘어섰다.
욜로군에서는 우들랜드 (캘리포니아주) 시내에서 수천 명이 행진했다. 내파 집회 연사는 참석자 수를 3,000명으로 추정했다.
샌프란시스코에서는 최소 4명의 시위대가 차량에 치인 후 운전자가 도주했다.

### 콜로라도
수십 개의 행사가 대도시부터 작은 마을까지 다양한 장소에서 열렸다. 덴버에서 열린 집회에는 수천 명이 참석했으며, 시위대는 주 청사 건물 앞에 모였다. 행진은 오후 4시까지 시내 안팎에서 계속되었다. 그 후, 덴버 경찰이 시위대가 돌과 병을 집어 들었다고 주장한 후, 웨스트 콜팩스에서 I-25 교차로까지 행진한 36명 이상이 체포되었다. 덴버 외부에서는 볼더 (콜로라도주)와 포트콜린스에서 가장 큰 콜로라도 집회 중 일부가 열렸으며, 각 도시에는 수천 명이 참석했다. 콜로라도스프링스 시내에는 수천 명이 집회를 열었고, 시청부터 콜로라도 칼리지까지 거의 1마일 가까이 인도에 군중이 줄지어 섰다. 오로라 (콜로라도주), 캐슬록 (콜로라도주), 파커 및 기타 도시에서도 집회가 열렸다.

### 코네티컷
주 내에서 약 30개의 행사가 계획되었다. 하트퍼드 (코네티컷주)에서는 약 9,000~10,000명이 시위했으며, 뉴헤이븐에서는 약 3,000명이 시위했다.

### 델라웨어
최소 6개의 행사가 예정되었다. 윌밍턴 (델라웨어주)에서 수천 명의 사람들이 시위했으며, 도버 (델라웨어주)에서는 수백 명이 시위했다. 맷 마이어 주지사와 프랭크 번스, 마라 고든 주 대표를 포함한 수천 명이 더 뉴어크 (델라웨어주)에 위치한 델라웨어 대학교의 올드 칼리지 홀 밖에서 집회 시위를 했다.

### 플로리다
할리우드 (플로리다주), 포트로더데일, 포트마이어스, 그리고 마이애미에서 행사가 계획되었다. 6월 12일, 보안관 웨인 아이비는 브러바드군 보안관 부서가 폭력적이라고 판단되는 시위대에 대해 전투견과 치명적 무력을 사용할 것이라고 말했다.

#### 북부 플로리다
펜서콜라의 그래피티 브리지에서 거의 2,000명이 시위했으며, 9번가와 에어포트 교차로, 포트월튼비치에서도 더 많은 시위대가 모였다. 수백 명의 시위대가 파나마시티의 해더웨이 브리지를 점거했다.
탤러해시에는 약 1,000명이 시위했다. 잭슨빌에서는 주민들이 비치 대로에서 그리고 시내 듀발군 법원에서 시위했다. 세인트오거스틴의 산마르코스 성에서는 수천 명이 시위했다.
게인즈빌 (플로리다주)에서는 3,000명 이상이 코라 P. 로버슨 공원과 시내 인도에서 시위했다. 하이 스프링스에서는 100명의 시위대가 올드 트레인 데포에서 시청까지 행진했다.

#### 중앙 플로리다

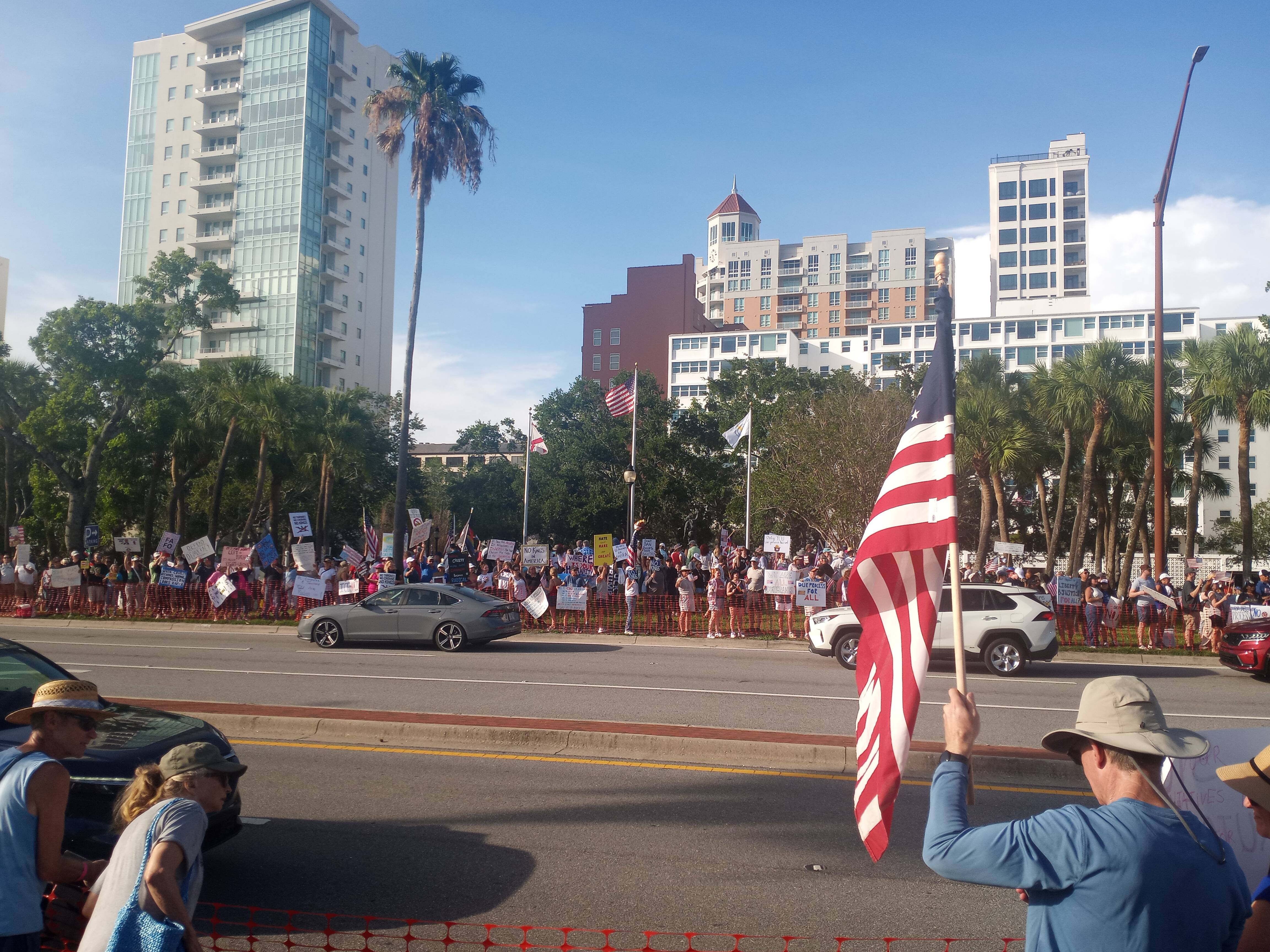
새러소타의 J.D. 하멜 공원에서의 시위 사진.

탬파 시청에서 2,000명에서 3,000명 사이가 시위했다. 세인트 피터스버그 시위에는 최소 1,000명이 참석했다. 플랜트 시티, 스프링힐 (플로리다주), 라르고 (플로리다주), 뉴포트리치, 팜하버, 레이클랜드 (플로리다주), 클리어워터 (플로리다주)에서도 시위가 열렸다.
올랜도 시청 앞에서는 수천 명이 시위했다. 오칼라에서도 수백 명이 시위했다. 더 빌리지스에서도 수백 명이 시위했다. 캐슬베리에서는 1,800명이 436번 주립 도로와 하웰 브랜치 로드 교차로에서 시위했다. 뉴 스머나 비치의 44번 주립 도로를 따라, 클러몬트 (플로리다주), 키시미에서도 시위대가 시위했다.
코코아 (플로리다주)의 520번 주립 도로(킹 스트리트)와 1번 국도 교차로에서 2,000명 이상이 시위했다. 팜베이 (플로리다주)에서도 시위대가 행진했다. 베로 비치에는 약 2,000명이 모였다. 포트세인트루시에서도 시위가 있었다.
매너티군과 새러소타군 전역에서 집회가 열렸으며, 새러소타의 J.D. 하멜 공원에는 7,000명, 베니스 (플로리다주)의 마이클 비엘 공원에는 2,000명 이상, 엘렌톤의 록키 블러프 도서관에는 750명이 시위에 참석했다.

#### 남부 플로리다
포트샬럿의 41번 미국 고속도로와 머독 서클에는 2,000명 이상의 시위대가 있었고, 포트마이어스의 다니엘스 파크웨이와 41번 미국 고속도로에는 수백 명이 더 있었으며, 네이플스 (플로리다주)의 콜리어군 법원에는 1,000명 이상이 있었다.
수천 명의 시위대가 웨스트팜비치의 핍스 스케이트 공원에서 마러라고까지 거의 2 마일 (3.2 km)를 행진했다. 웨스트팜비치의 마이어 앰피시어터, 팜비치가든스, 레이크워스비치, 보인턴비치, 델레이비치, 보카라톤에서도 시위가 열렸다.
코럴스프링스 샘플 로드와 유니버시티 블러바드 교차로에서 1,000명 정도가 시위했다. 포트로더데일 동선라이즈 블러바드와 A1A에서 2,000명 이상이 시위했다. 할리우드 노스 영 서클에서 원래 계획되었던 시위는 취소되었다.
마이애미 시내의 우정의 횃불에서 2,000명 정도가 시위했다. 마이애미 비치의 프라이드 공원 인도에서 수백 명의 시위대가 행진했다.
홈스테드 (플로리다주), 키라르고섬의 머레이 넬슨 정부 센터, 마라톤 (플로리다주)의 섬브레로 비치 로드와 오버시스 하이웨이, 그리고 키웨스트에서도 시위가 열렸다.

### 조지아
애틀랜타와 올버니 (조지아주), 애선스 (조지아주), 오거스타 (조지아주), 브런즈윅 (조지아주), 콜럼버스 (조지아주), 메이컨 (조지아주), 서배너, 발도스타, 웨이크로스 (조지아주)를 포함한 주 내 다른 도시들에서 시위가 계획되었다. 애틀랜타의 주 청사 외부에서 5,000명 이상이 시위했고, 리버티 광장 외부에서 3,000명이 더 시위했다.

### 하와이
"노 딕테이터스" 시위는 주 전역에서 열렸으며, 오아후섬 호놀룰루의 주청사에서도 열렸는데, 이곳에는 최대 7,000명의 인파가 모였다. "노 딕테이터스"라는 대체 명칭은 같은 날 열린 카메하메하 왕의 날 퍼레이드, 즉 하와이 왕국의 초대 통치자를 기리는 연례 행사와의 혼동을 피하기 위해 선택되었다.
하와이섬에서는 힐로, 카일루아코나 (하와이), 나알레후, 와이메아 (하와이 카운티, 하와이)에서 시위가 열렸다. 와이메아 시위에는 약 1,000명이 참석했으며, 코나 행사에는 수백 명의 시위대가 참가했다.
마우이섬 카훌루이 (하와이)와 카우아이섬 리후에에서 열린 시위에는 약 1,000명의 시위대가 모였다.

### 아이다호
보이시, 냄파, 코달레인을 포함한 주 내 15개 도시에서 시위가 계획되었다. 아이다호 주 청사에는 수천 명의 사람들이 모였다. 아이다호 동부의 시위에도 수천 명이 모였으며, 포커텔로에 1,500명, 아이다호폴스에 1,300명, 드리그스 (아이다호주)에 500~600명이 참여했다.

### 일리노이
시카고에서 75,000명 이상이 시위했으며, 주 내 다른 지역에서도 시위가 예정되었다. 일리노이주 주도인 스프링필드 (일리노이주)에서는 1,000명 이상이 시위에 참여하여 주청사 부지에서 올드 스테이트 캐피톨 주립 역사 유적지까지 행진했다.

### 인디애나

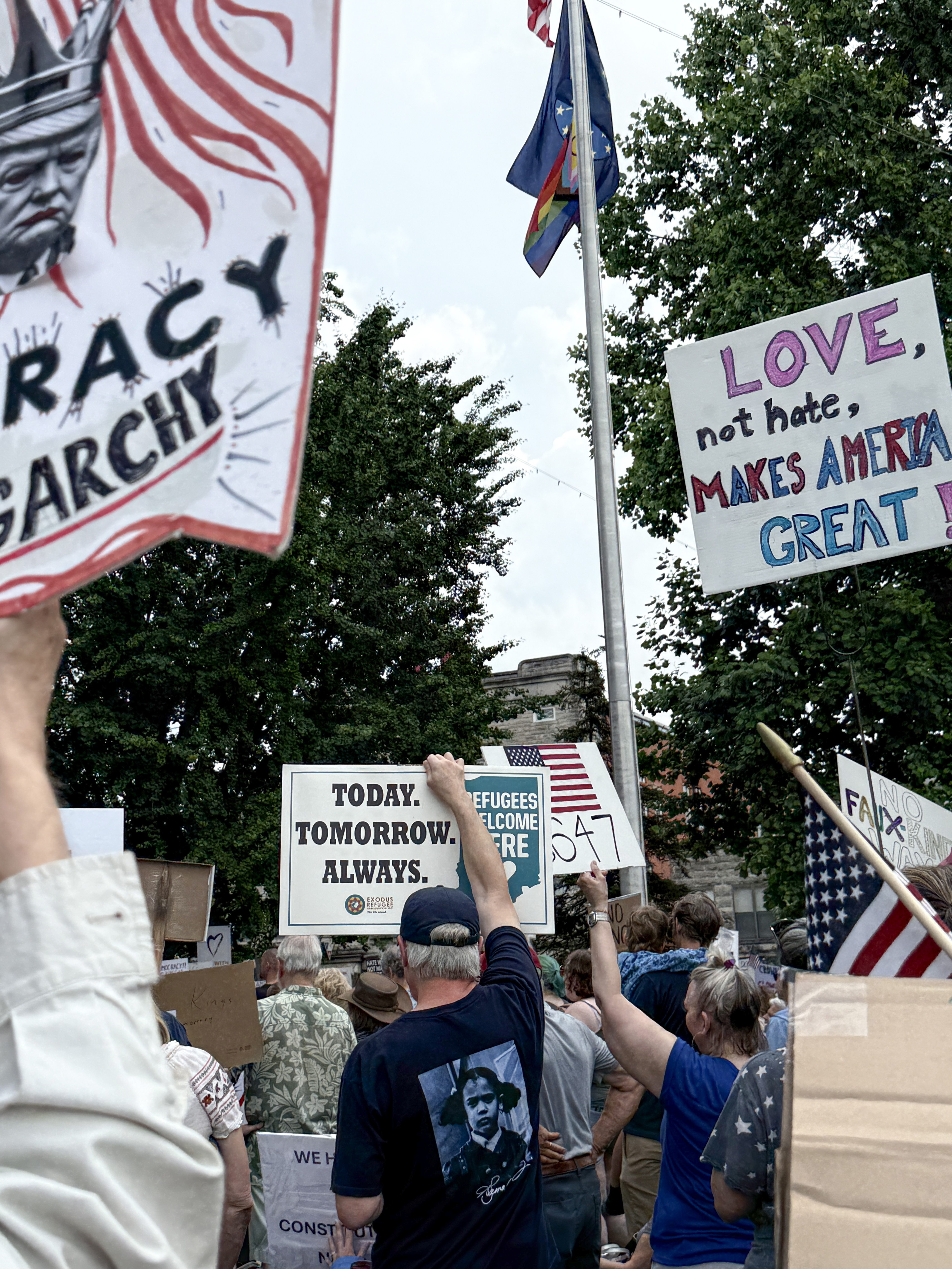
블루밍턴, 인디애나주 법원 앞 시위

블루밍턴 (인디애나주), 에번즈빌, 포트웨인, 인디애나폴리스, 코코모 (인디애나주), 라피엣 (인디애나주), 먼시, 사우스벤드, 테레호테를 포함하여 약 30개의 시위가 계획되었다. 사우스벤드에는 약 2,000명이 모였다.

### 아이오와
주 전역에서 열린 35개 시위에 수천 명이 참석했다. 아이오와 시위에는 수천 명의 참가자가 있었으며, 시더래피즈에 1,000명 이상, 디모인에 7,000~10,000명, 아이오와시티에 1,000명 이상이 참여했다. 다른 시위 중 일부는 에임스 (아이오와주), 크레스턴 (아이오와주), 대븐포트 (아이오와주), 머스커틴 (아이오와주), 페리 (아이오와주), 워털루 (아이오와주)와 같은 도시 및 마을에 위치했다.

### 캔자스
토피카의 캔자스 주 청사에서 시위가 열렸으며, 약 2,000명 이상의 인파가 모였다. 그레이트벤드, 헤이스 (캔자스주), 레넥사, 가든 시티 (캔자스주), 로렌스 (캔자스주), 위치토, 피츠버그 (캔자스주)에서도 시위가 열렸다.

### 켄터키
루이빌에서 4,000명의 시위대가 모였다. 렉싱턴 (켄터키주)에서는 올드 페이엣 카운티 법원 (켄터키) 앞에 수천 명이 모였다.
볼링그린 (켄터키주) 시내에는 약 1,500명에서 2,000명이 모였다.

### 루이지애나
뉴올리언스에 수천 명의 사람들이 모였으며, 배턴루지에서 열린 시위에는 400~500명이 참석했다. 슈리브포트, 라피엣 (루이지애나주), 알렉산드리아 (루이지애나주)에서도 시위가 있었다.

### 메인
12개 이상의 시위가 계획되었다. 포틀랜드 (메인주)에서 열린 시위는 수천 명을 동원했고, 오거스타 (메인주)에서는 3,000명이 시위에 모였다.

### 메릴랜드
주최측은 볼티모어의 패터슨 공원에 거의 5,000명이 모였다고 추정했다. 몽고메리군 (메릴랜드주)에서는 록빌 파이크를 따라 록빌 (메릴랜드주)에서 3,000명 이상이 시위에 참석했으며, 위스콘신 애비뉴를 따라 베세즈다 (메릴랜드주) 시내에서 2,500명 이상이 모였고, 타코마 파크에서는 수백 명이 시위했으며, 그 외 카운티 다른 지역에서도 행사에 참석했다. 동부 해안에서는 솔즈베리 (메릴랜드주)에서 수백 명이 집회를 열었다.
아나폴리스 (메릴랜드주), 벨에어 (메릴랜드주), 컬럼비아 (메릴랜드주), 웨스트민스터 (메릴랜드주), 그리고 주 내 다른 지역사회에서도 시위가 있었다.

### 매사추세츠
주최측은 보스턴 커먼에서 열린 보스턴 프라이드 포 더 피플 퍼레이드와 노 킹스 행진에 100만 명 이상이 참가했다고 추정했다. 수많은 다른 매사추세츠 도시들(한 보고서에 따르면 100개 이상)에서 시위가 열렸는데, 서부 매사추세츠 (앰허스트, 바링턴, 그레이트바링턴, 그린필드, 노스애덤스, 노샘프턴, 피츠필드, 사우스해들리, 스프링필드), 중부 매사추세츠 (워체스터, 바레, 피치버그), 동부 매사추세츠 (베드퍼드, 벨몬트, 브루클라인, 캔튼, 첼름스퍼드, 콩코드, 힝엄, 렉싱턴, 멜로즈, 내틱, 니덤, 뉴턴, 노우드, 셔본, 스토우턴, 서드베리, 스왐프스코트, 웨이크필드, 월폴, 월썸, 웰즐리, 웨이머스, 윈체스터, 워번), 남동부 매사추세츠 (애틀버러, 페어헤이븐, 폴리버, 뉴베드퍼드, 노스애틀버러, 시콕, 스완지, 톤턴), 그리고 케이프 코드 (하이에니스, 프로빈스타운, 팔머스, 본, 이스햄)를 포함한다.

### 미시간
수십 개의 노 킹스 시위가 주 내에서 열렸으며, 주최측은 앤아버 집회에 거의 8,000명이 참여했다고 추정했다.
디트로이트 클라크 공원에 수천 명이 모였으며, 일부는 나중에 로사 파크스 연방 건물까지 행진에 동참했다. 디트로이트 교외인 펀데일에는 약 4,000명이 집회를 열었다. 다른 메트로 디트로이트 시위는 리보니아 (미시간주), 디어본 (미시간주), 파밍턴힐스, 트로이 (미시간주), 노바이, 로즈빌 (미시간주), 먼로 (미시간주) 및 기타 지역에서 열렸다.
랜싱의 주청사 동쪽 잔디밭에서 열린 노 킹스 시위에는 수천 명이 참석했다. 서부 미시간에서는 그랜드래피즈와 칼라마주, 그리고 머스키건, 스리리버스 (미시간주) 및 소규모 도시들에서 시위대가 모였다.
북부 미시간에서는 주최측이 트래버스시티의 노 킹스 집회에 7,000명이 참석했으며, 퍼토스키의 노 킹스 집회에는 약 1,500명이 참석했다고 밝혔다. 이 지역의 소규모 시위는 게이로드 (미시간주), 엘크래피즈, 샬르부아, 보인시티에서 일어났다.
어퍼반도에서는 마켓 (미시간주)에서 수천 명이 시위했다. 수세인트마리 (미시간주)에서도 시위가 있었다.

### 미네소타

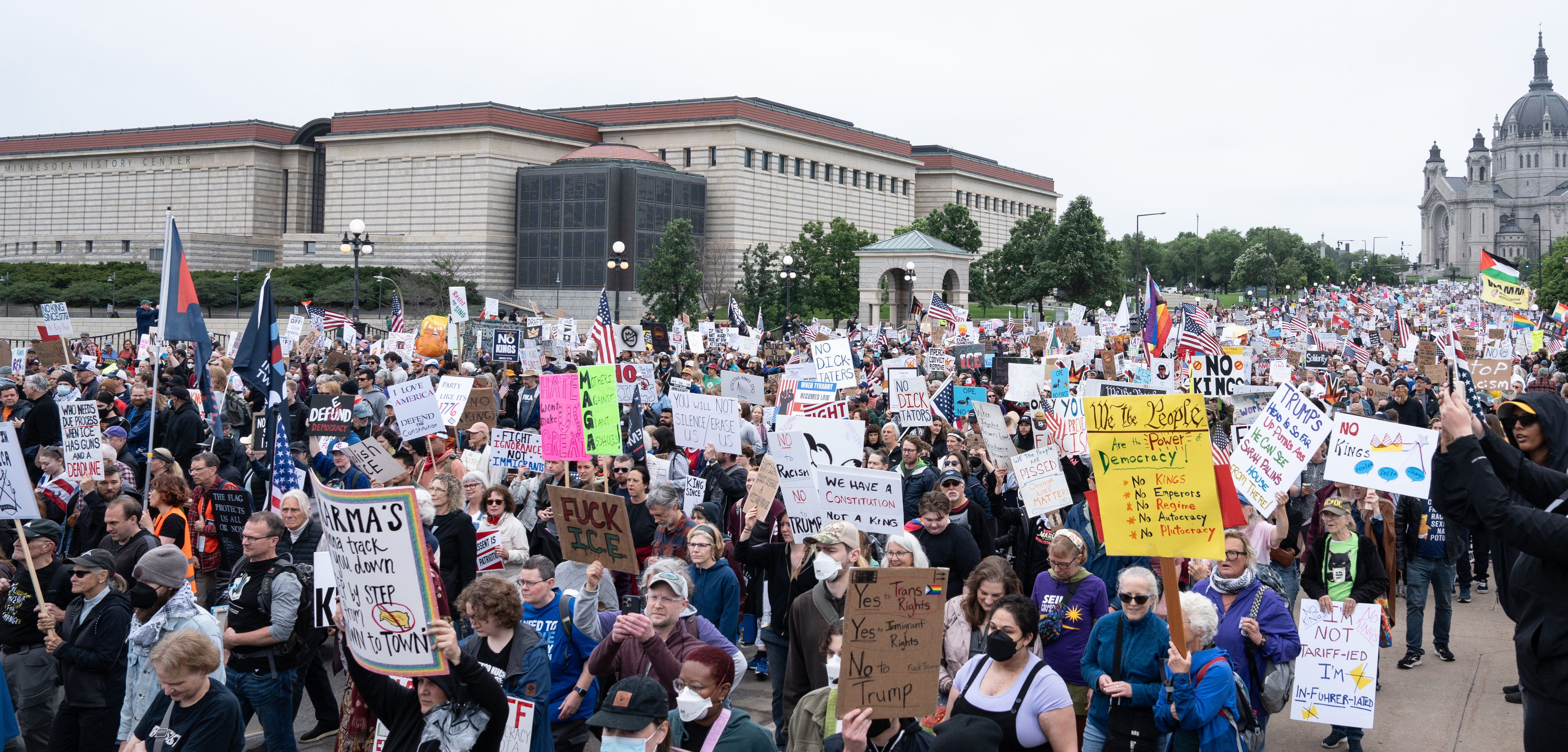
미네소타 주 청사로 행진하는 시위대

애너카 (미네소타주)와 미니애폴리스 북동부에서 열릴 예정이던 행사는 셸터 인 플레이스 경보와 두 주 의원과 그 배우자들의 총격 사건 이후 안전 문제로 인해 주최측에 의해 취소되었다. 총격범의 차량에서는 노 킹스 시위 전단지가 발견되었다.
주 전역의 행사가 나중에 공식적으로 취소되었음에도 불구하고, 세인트폴 (미네소타주), 에이트킨, 애플밸리, 브레이너드, 블루밍턴, 차스카, 파밍턴, 포레스트레이크, 인버그로브하이츠, 미네통카, 오츠고, 세인트폴 하이랜드, 스틸워터, 화이트베어레이크에서 시위가 여전히 개최되었다. 그레이터 미네소타에서는 위노나, 인터내셔널폴스, 덜루스, 엘리, 시프리버폴스, 베미지, 치솔름, 오와토나, 로체스터, 와바샤, 레이크시티, 노스필드, 글렌코, 허친슨에서 시위가 열렸다. 세인트폴 (미네소타주)의 미네소타 주 청사에서 열린 시위는 팀 월즈 주지사가 연사로 나서지 않았음에도 불구하고 25,000명에서 80,000명에 이르는 참가자 수를 기록했다.

### 미시시피
잭슨 (미시시피주)의 미시시피 주 청사에는 1,500명 이상이 모였다. 걸프포트 (미시시피주)에서는 500명 이상이 집회에 참석했다.

### 미주리

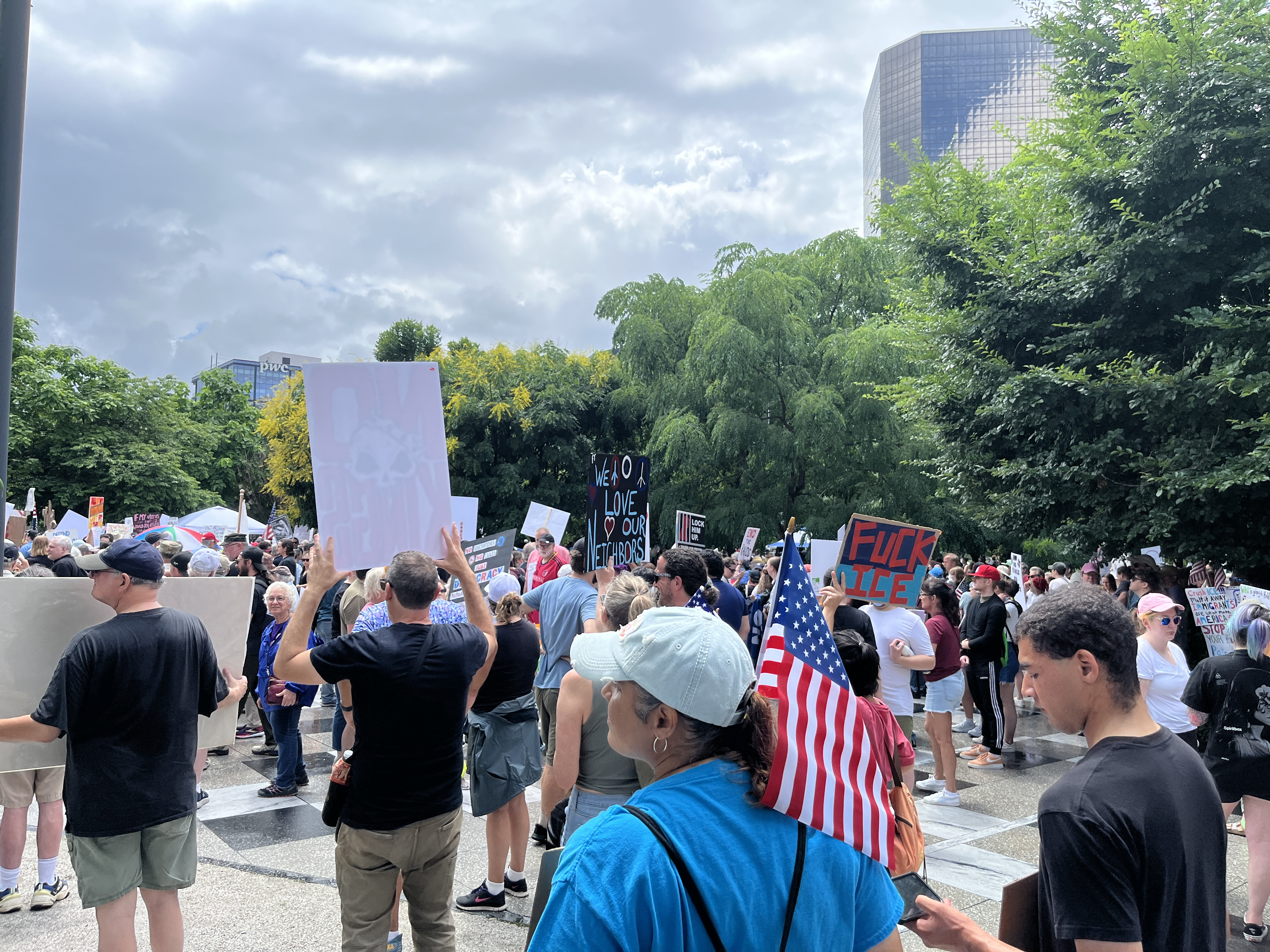
키에너 플라자, 세인트루이스, 미주리주 시위

최소 30개 도시에서 시위가 열렸으며, 세인트루이스 지역의 12개 집회에는 수천 명이 모였으며, 세인트루이스 시내의 키에너 플라자도 포함된다. 캔자스시티 (미주리주)에서는 주최측이 컨트리 클럽 플라자에 2,000명 이상이 참석했다고 추정했다. 스프링필드 (미주리주)에서는 2,000명 이상이 시위에 참여했으며, 제퍼슨시티의 미주리 주 청사에서 열린 집회에는 1,000명 이상이 참석했다.
분빌 (미주리주), 컬럼비아 (미주리주), 페이엣 (미주리주), 벨빌 (일리노이주), 맨체스터 (미주리주), 세인트피터스 (미주리주), 새핑턴, 알톤 (일리노이주), 카시지 (미주리주), 조플린 (미주리주), 롤라 (미주리주)에서도 다른 집회가 열렸다.

### 몬태나
29개 마을과 도시에서 16,000명 이상이 시위했으며, 미줄라 (시위대 6,000명), 보즈먼 (3,000명), 빌링스 (몬태나주) (2,000명), 헬레나 (몬태나주) (2,000명), 칼리스펠 (2,000명),, 그레이트폴스 (몬태나주) ("수백 명"), 리빙스턴 (몬태나주) (600명), 루이스톤 (몬태나주) (400명), 해버 (200명), 리비 (몬태나주) (100명), 유레카 (몬태나주), 이스턴 글레이셔 파크 빌리지 (몬태나주), 폴슨 (몬태나주), 해밀턴 (몬태나주) 그리고 핫 스프링스 (몬태나주)에서 시위가 있었다.

### 네브래스카
13개 도시에서 시위대가 모였다. 링컨 (네브래스카주)에서는 약 2,500명, 헤이스팅스 (네브래스카주)에서는 200명 이상, 노스플랫에서는 150명에서 200명 사이의 인파가 추정되었다.

### 네바다
라스베이거스 및 리노 (네바다주), 카슨시티, 엘코 (네바다주), 호손 (네바다주)와 같은 다른 도시 및 마을에서 시위가 있었다. 일부는 키에츠케 레인과 같은 고속도로를 따라 시위했다. 북부 네바다의 시위는 주로 인디비저블 운동이 조직했고 네바다 노동조합, 서드 액트 운동, 블루 밴드 얼라이언스가 후원했다.

### 뉴햄프셔
킨 (뉴햄프셔주), 콩코드 (뉴햄프셔주), 포츠머스, 도버 (뉴햄프셔주), 콜브룩 (뉴햄프셔주), 리틀턴 (뉴햄프셔주) 및 주 내 다른 지역사회에서 시위가 계획되었다. 주최측은 콩코드 시위가 5,000명에서 8,000명 사이의 인원을 동원했다고 추정했다.

### 뉴저지
뉴어크 (뉴저지주)와 모리스타운 (뉴저지주)에서 열린 시위에 수천 명이 참석했다. 저지시티, 애즈베리파크, 톰스리버, 레이시 (뉴저지주) 등에서도 시위가 열렸다.

### 뉴멕시코
10여 곳 이상에서 사람들이 모여 행진했으며, 산타페 (뉴멕시코주)에서 최소 1,200명, 앨버커키에서 수천 명이 모였다. 도냐 아나와 타오스 카운티에서는 소규모 집회가 열렸다.

### 뉴욕

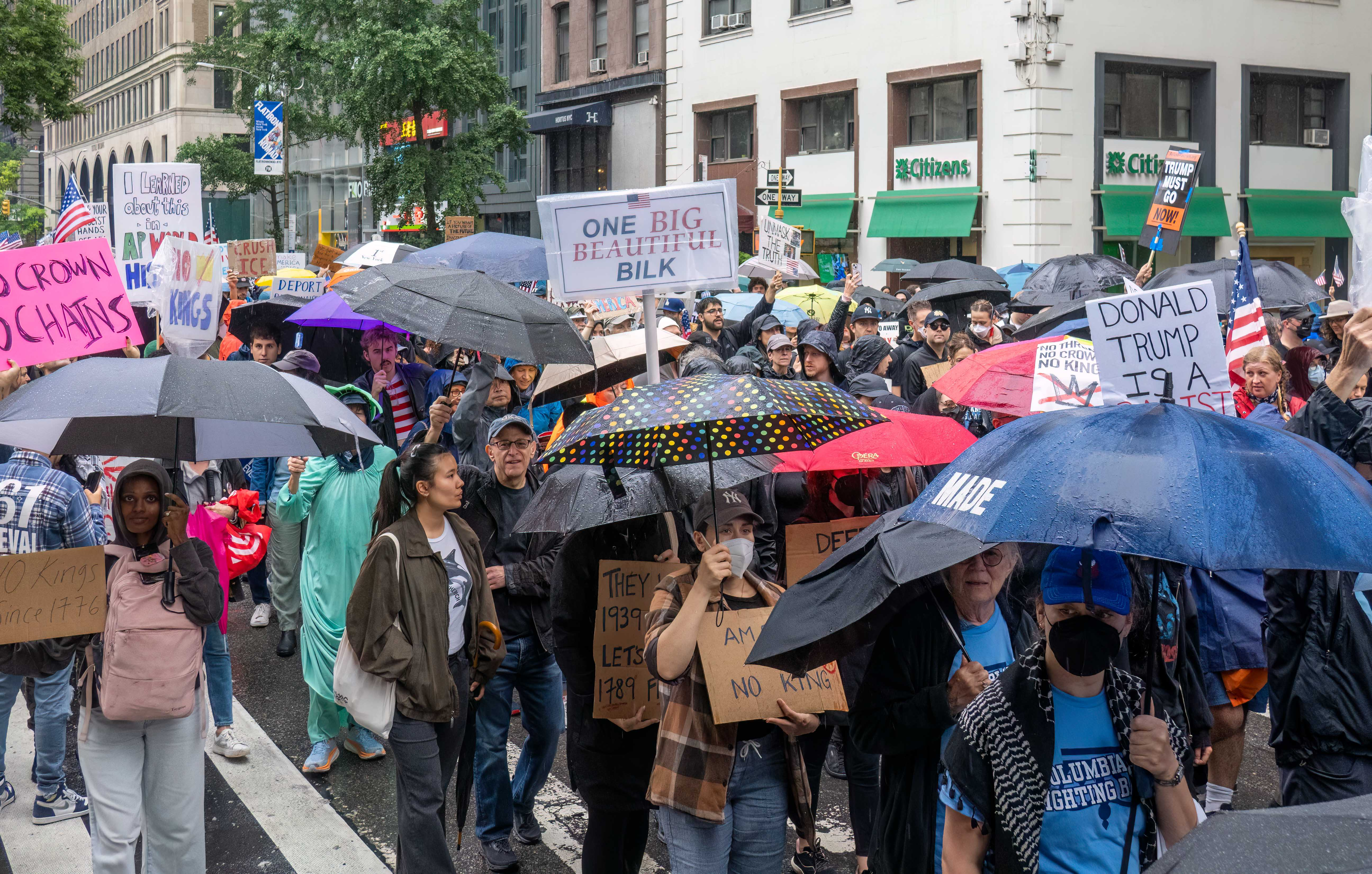
맨해튼 시위

브라이언트 공원은 뉴욕에서 계획된 시위 중 가장 큰 시위의 집결지였으며, 약 50,000명에서 200,000명이 모여 5번가를 따라 매디슨 스퀘어 파크까지 행진했다. 버펄로 (뉴욕주)의 나이아가라 광장에는 약 2,000명의 시위대가 시위했다. 로체스터에서는 도시권 전역의 여러 장소에서 시위가 열렸다. 페어포트에서 2,000명 이상, 헨리에타에서 2,000명 이상, 아이언디쿼이트 (뉴욕주)의 듀랜드 이스트먼 공원에서 수천 명, 브라이턴 (뉴욕주)과 피츠퍼드에서도 군중이 보고되었다. 롱아일랜드 전역에서 12개의 시위가 있었으며, 억수같이 쏟아지는 비에도 불구하고 약 10,000명이 참석했다.

### 노스캐롤라이나

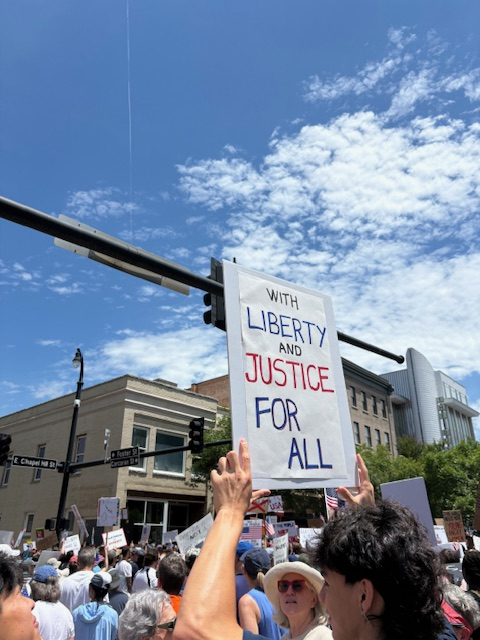
더럼 (노스캐롤라이나주) 시위

샬럿과 콩코드 (노스캐롤라이나주)와 같은 교외 지역에서 시위가 열렸다. 리서치 트라이앵글에서는 롤리, 더럼 (노스캐롤라이나주), 채플힐 (노스캐롤라이나주), 힐즈버러 (노스캐롤라이나주), 캐리 (노스캐롤라이나주), 모리스빌 (노스캐롤라이나주)에서 시위가 열렸다. 트라이어드에서는 렉싱턴 (노스캐롤라이나주), 하이포인트 (노스캐롤라이나주), 윈스턴세일럼에서 시위가 열렸다. 윌밍턴 (노스캐롤라이나주)에서는 주 대표 데브 버틀러가 시위에서 연설했다. 시위가 열린 다른 도시와 마을은 페이엣빌 (노스캐롤라이나주), 그린빌 (노스캐롤라이나주), 애쉬빌, 브라이슨 시티, 웨인즈빌 (노스캐롤라이나주), 실바 (노스캐롤라이나주), 스파르타 (노스캐롤라이나주), 옥스퍼드 (노스캐롤라이나주), 샌포드 (노스캐롤라이나주), 잭슨빌 (노스캐롤라이나주), 웨스트 제퍼슨 (노스캐롤라이나주), 헤이즈빌 (노스캐롤라이나주)이다. 노스캐롤라이나 주 대표 줄리 본 하에펜은 노스캐롤라이나에서 열린 노 킹스 집회에서 찍은 사진을 게시하여 논란을 일으켰는데, 이 사진에는 여성이 두 개의 잘린 머리 모형과 피 묻은 단두대를 들고 있는 모습이 담겨 있어 많은 공화당원들이 그녀가 도널드 트럼프 암살을 조장하는 것이 아닌지 의문을 제기했다. 본 하에펜은 논란이 발생한 후 사진과 X 계정을 삭제했다.

### 노스다코타
수천 명의 사람들이 10개 시위에 참여했으며, 파고 (노스다코타주)에서도 시위가 있었다.

### 오하이오

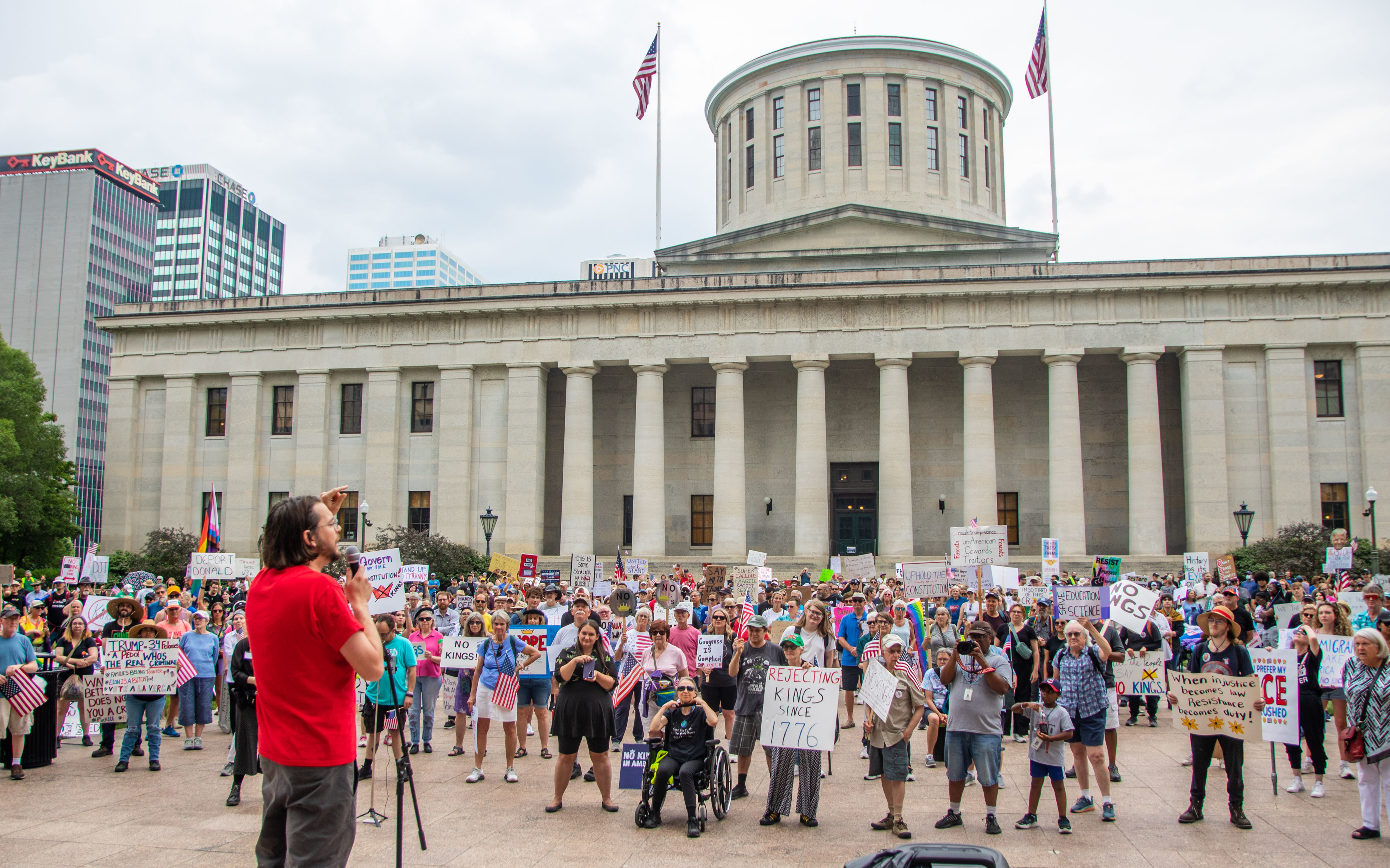
오하이오 주 청사 군중

데이턴 (오하이오주), 애크런 (오하이오주), 클리블랜드, 클린턴빌 (오하이오주), 영스타운 (오하이오주), 힐리어드 (오하이오주), 그로브 시티 (오하이오주), 피커링턴 (오하이오주), 맨스필드 (오하이오주), 제인즈빌 (오하이오주), 웨스터빌 (오하이오주) 및 주 내 여러 다른 도시에서 시위가 열렸다. 클리블랜드 시내에서 수천 명이 행진하며 차량들이 경적을 울리며 지지하자 환호했다. 콜럼버스 (오하이오주) 시내에서의 시위는 스톤월 콜럼버스 프라이드 행진의 일부였다. 신시내티 광역권에서도 시위가 열렸다. 수백 명의 사람들이 6월 13일 오하이오 주 청사 밖에도 모였다.
서밋군에서는 약 3,000명의 시위대가 애크런에서 시위했으며, 카이어호가폴스 프런트 스트리트 양쪽으로 1,000명 이상이 우산을 든 채 구호를 외치며 비를 맞았다.
포티지군에서는 1,000명 이상의 시위대가 켄트 (오하이오주)에 모였다. 이웃한 라벤나 (오하이오주)에는 20여 명이 모였다. 포티지군 보안관 브루스 주초스키는 미국 이민세관단속국과 협정을 맺은 최초의 오하이오 보안관 중 한 명으로, 보안관 대리인에게 적절한 서류 없이 미국에 있는 것으로 의심되는 모든 사람을 심문하고 영장 없이 체포할 권한을 부여했다.

### 오클라호마
오클라호마시티와 털사에서 시위대가 모였다. 오클라호마시티 시위에는 수천 명이 참석했다.
주 전역의 소규모 지역사회에서도 추가 시위가 열렸다. 참여한 도시와 마을은 다음과 같다: 에이다, 아드모어, 바틀스빌, 브로큰애로, 카투사, 챈들러, 듀랜트, 아이다벨, 매캘리스터, 노먼, 오크멀기, 폴스밸리, 폰카시티, 스틸워터, 탈레쿠아.

### 오리건
올버니 (오리건주), 애스토리아 (오리건주), 비버턴 (오리건주), 벤드 (오리건주), 클래캐머스 (오리건주), 코밸리스 (오리건주), 유진 (오리건주), 플로렌스 (오리건주), 그랜츠패스, 해피밸리 (오리건주), 힐즈버러 (오리건주), 라그랜드 (오리건주), 링컨 시티 (오리건주), 매드러스 (오리건주), 맥민빌 (오리건주), 메드퍼드 (오리건주), 뉴버그 (오리건주), 뉴포트 (오리건주), 포틀랜드 (오리건주), 프라인빌, 로즈버그 (오리건주), 세일럼 (오리건주), 틸라무크 (오리건주)에서 시위가 계획되었다.
유진에서 열린 시위에는 수천 명이 참석했다. 그레셤 (오리건주)에서도 시위가 있었다.
포틀랜드에서, 시위는 살몬 스트리트 스프링스와 톰 맥콜 워터프론트 파크, 그리고 오리건 컨벤션 센터 및 포틀랜드 남동부의 셀우드-모어랜드 (포틀랜드, 오리건주) 지역에 있는 웨스트모어랜드 공원에서 계획되었다. 오리건 컨벤션 센터에는 수백 명이 모였다.
세일럼 시위에는 약 1,000명이 참석했다.

### 펜실베이니아
필라델피아에서 열린 집회와 행진에는 대규모 인파가 모였으며, 주최측은 10만 명의 참석자를 추정했고, 필라델피아 경찰은 8만 명의 참석자를 추정했다. 필라델피아 교외에서는 약 400명이 노리스타운의 몽고메리군 법원 밖에 모였다.
웨스트체스터 (펜실베이니아주)에서 열린 시위에서 31세의 케빈 크렙스는 허가 없이 권총을 소지한 혐의로 체포되었다. 경찰은 그의 차량과 집에서 무기, 즉석 폭발물, 전술 장비를 발견했다.
피츠버그 시내의 피츠버그 시-카운티 건물 광장 주변에서 수천 명이 시위했다. 이리 (펜실베이니아주)에서 열린 집회에는 수백 명이 참석했다.
요크 (펜실베이니아주)에서 열린 집회에는 수천 명이 참석했다. 게티즈버그에서 열린 집회에는 약 2,000명이 참석했다. 주도인 해리스버그에서는 수천 명이 집회를 열었다. 서스쿼해나 밸리의 다른 집회는 랭커스터 (펜실베이니아주)와 칼라일 (펜실베이니아주)에서 열렸다. 체임버스버그, 루이스타운, 미플린타운에서도 시위가 계획되었다.
펜실베이니아 북동부에서는 스크랜턴 (펜실베이니아주)과 윌크스배리에서 집회가 열렸다.

### 로드아일랜드
프로비던스에서는 경찰서장이 주청사 집회에 3,000명 이상이 참석했으며, 오후에 열린 인디아 포인트 공원 시위에는 1,000명 이상이 참석했다고 추정했다. 웨스터리 (로드아일랜드주) 시위에는 약 1,000명이 참여했다. 사우스 킹스타운의 노 킹스 집회에는 약 500명이 참석했으며, 블록 아일랜드 집회에는 약 100명이 참석했다. 미들타운 (로드아일랜드주)와 워런 (로드아일랜드주)에서도 다른 집회가 열렸다.

### 사우스캐롤라이나
수천 명의 사람들이 주 내 시위에 참여했다. 찰스턴에는 약 1,000명이 모였다. 다른 시위로는 그린빌 (사우스캐롤라이나주), 스파턴버그, 그린우드군 (사우스캐롤라이나주), 록힐 (사우스캐롤라이나주), 펜들턴 (사우스캐롤라이나주), 세네카 (사우스캐롤라이나주) 및 컬럼비아 (사우스캐롤라이나주)가 있었다. 특히 그린빌 시위는 인디비저블 업스테이트 SC, 50501, 그리고 "우리 국민"을 포함하는 그린빌 진보 연합이 "허영심을 넘어서는 용기"라는 이름으로 조직했다. 이름 변경에도 불구하고 50501의 업스테이트 대표인 미셸 샤라는 그린빌 시위가 "노 킹스 전국 데이" 투쟁의 일부이며 그것과 연계되어 있다고 밝혔다.

### 사우스다코타
노 킹스 시위는 래피드시티, 스피어피시 (사우스다코타주), 피어 (사우스다코타주), 챔벌레인 (사우스다코타주), 워터타운 (사우스다코타주), 브루킹스 (사우스다코타주), 수폴스에서 열렸다.

### 테네시
내슈빌에 최소 1만 명의 사람들이 모였으며, 총기를 휘두른 반대 시위자 단 한 명만이 체포되었다. 트라이시티스, 멤피스 (테네시주), 채터누가, 클라크스빌 (테네시주), 모리스타운 (테네시주), 녹스빌에서도 시위가 열렸다. 녹스빌 시위에는 약 7,500명이 참석했다.

### 텍사스
오스틴 (텍사스주)와 휴스턴에서 시위가 계획되었다. 그레이터휴스턴의 다른 지역에서는 콘로 (텍사스주), 사이프러스 (텍사스주), 케이티 (텍사스주), 킹우드 (휴스턴), 리그시티, 슈거랜드 (텍사스주), 더우들랜즈에서 시위가 계획되었다. 텍사스 동부에서도 시위가 계획되었다. 애벗 주지사는 만일의 사태에 대비하여 주 전역에 약 5,000명의 텍사스 주 방위군과 2,000명의 주 경찰을 배치했다.
텍사스 북부에는 알링턴 (텍사스주), 벌레슨 (텍사스주), 캐럴턴 (텍사스주), 콜린군, 댈러스, 덴턴 (텍사스주), 플라워 마운드 (텍사스주), 포트워스, 프리스코 (텍사스주), 그린빌 (텍사스주), 코프먼군, 매키니 (텍사스주), 상어 (텍사스주), 셔먼 (텍사스주), 웨더퍼드 (텍사스주)를 포함하여 약 15개의 시위가 계획되었다. 수천 명의 사람들이 텍사스 북부 시위에 참여했다.
텍사스 중앙에서는 록하트 (텍사스주), 드립핑 스프링스 (텍사스주), 프레더릭스버그 (텍사스주)와 같은 도시에서 시위가 계획되었고, 배스트롭 (텍사스주), 플러거빌 (텍사스주), 테일러 (텍사스주)에서 개최되었다.
휴스턴 시내에는 15,000명의 시위대가 모였으며, 샌안토니오에서는 수천 명이 행진했다. 매캘런, 애머릴로, 러벅 (텍사스주), 러레이도, 엘패소에서도 시위가 있었다.

### 유타
솔트레이크시티, 로건 (유타주), 오그던 (유타주), 프로보, 히버 시티, 파크시티 (유타주), 에프라임 (유타주), 프라이스 (유타주), 모압 (유타주), 볼더 (유타주), 시더시티, 세인트조지 (유타주), 캐나브에서 시위가 열렸다.
저녁에는 솔트레이크시티 파이어니어 공원 (솔트레이크시티)에 1만 명 이상의 사람들이 모여 집회를 연 후 시내를 행진했다. 행진 중 시위의 "평화유지팀" 자원봉사자가 아르투로 감보아를 총격하여 부상시키고, 구경꾼 아파 아 루를 맞혔다. 아 루는 나중에 부상으로 사망했다. 총격범은 퇴역 군인으로, 감보아가 "돌격형" 소총을 들고 군중을 향해 달려왔다고 증언했다. 그러나 이 증언은 영상이 감보아가 소총을 아래로 향하고 있었고, 감보아가 도망치려 하기 전에 첫 발이 발사된 것을 보여주면서 의문이 제기되었다. 감보아는 살인 혐의로 체포되었지만, 경찰은 수사가 진행 중이며 아직 기소된 혐의는 없다고 밝혔다. 감보아와 아 루를 총격한 자원봉사자는 아직 구금되지 않았다.

### 버몬트
스토 (버몬트주)에서 버니 샌더스 상원의원이 500명 이상의 '노 킹스 데이' 시위에 동참했다. 벌링턴 (버몬트주)에서는 16,000명 이상이 시위에 참석했다. 세인트 존스베리에서 인디비저블이 조직한 집회에는 수백 명이 참석했다. 주최측에 따르면 베닝턴의 약 1,000명이 "노 킹스!"라는 인간 표지판을 만들기 위해 모였다.

### 버지니아

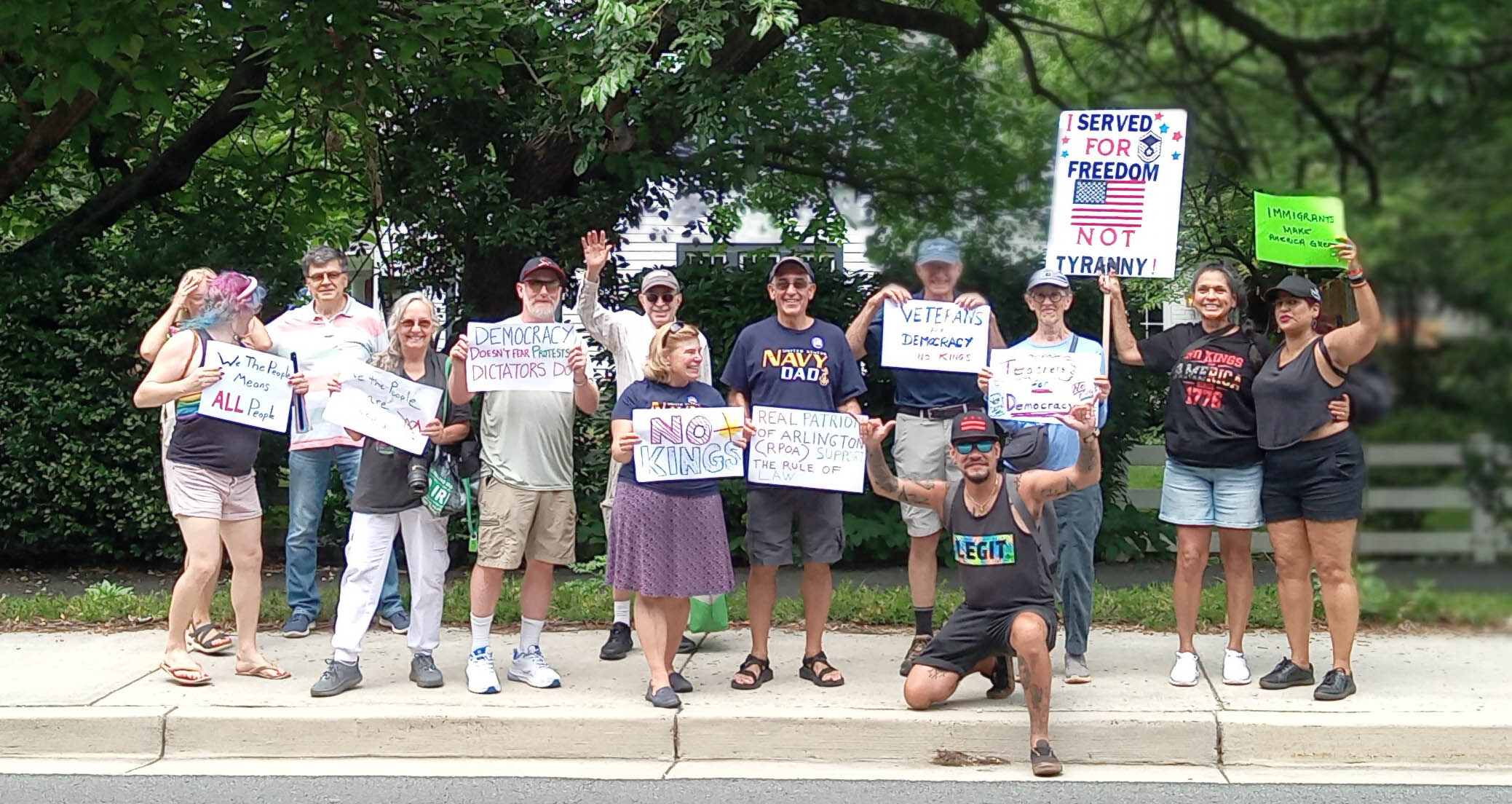
노 킹스 시위, 록 스프링 회중 교회, 알링턴군

주 내에서 약 50개의 시위가 계획되었으며, 샬러츠빌, 루이자 (버지니아주), 버지니아비치, 피터스버그 (버지니아주), 스톤턴 (버지니아주), 리치먼드 (버지니아주), 윌리엄스버그 (버지니아주)와 같은 도시가 포함된다. 체서피크 (버지니아주), 린치버그 (버지니아주), 로어노크 (버지니아주)에는 수백 명이 모였다.
컬페퍼군에서 한 남성이 군중 속으로 차를 몰고 돌진했다.
수천 명의 사람들이 알렉산드리아의 올드 타운에서 시위를 벌였다. 시위는 알링턴, 페어팩스, 폴스 처치, 리즈버그, 매너서스에서도 발생했다.

### 워싱턴주

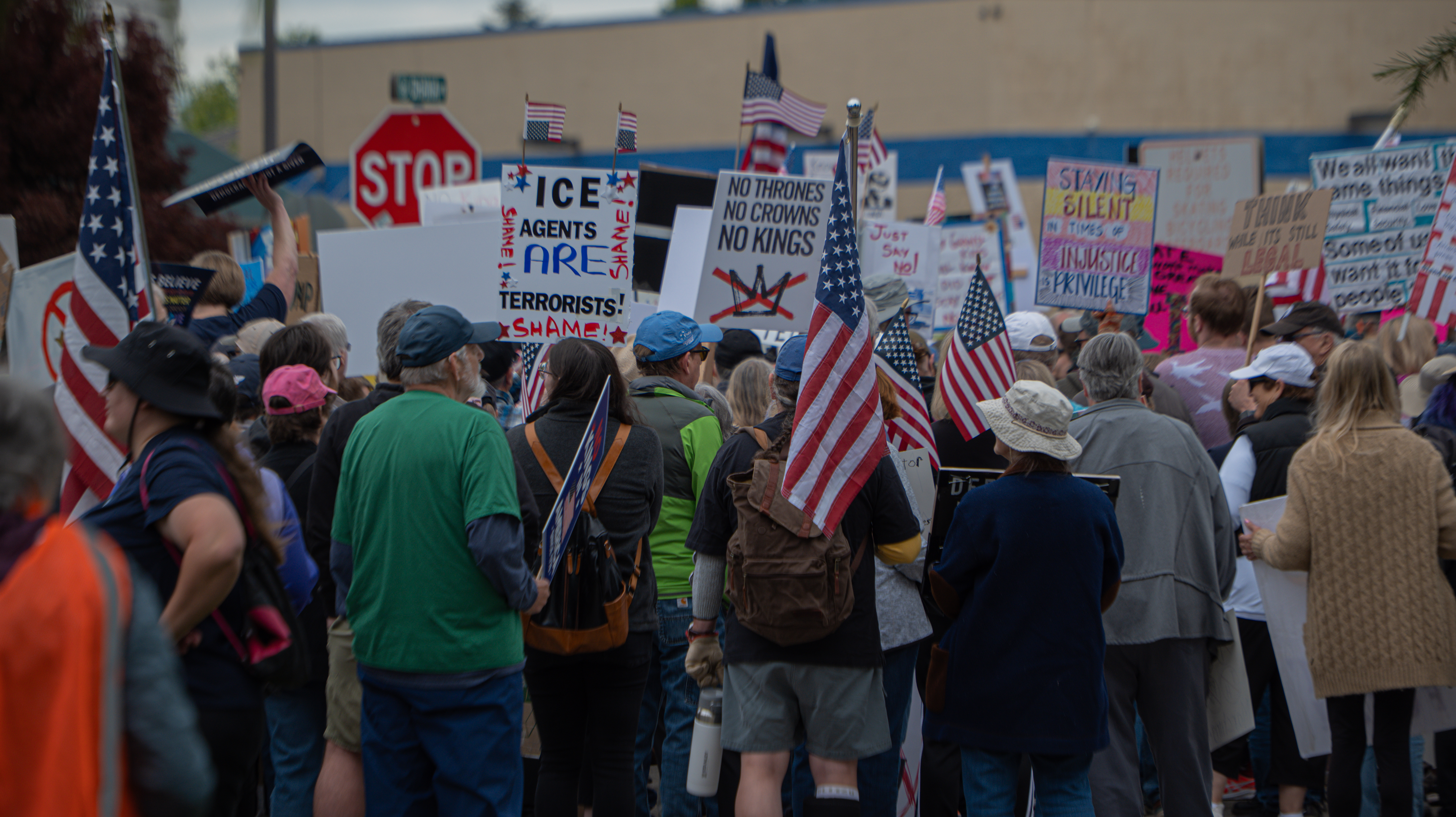
밴쿠버 (워싱턴주) 시위대

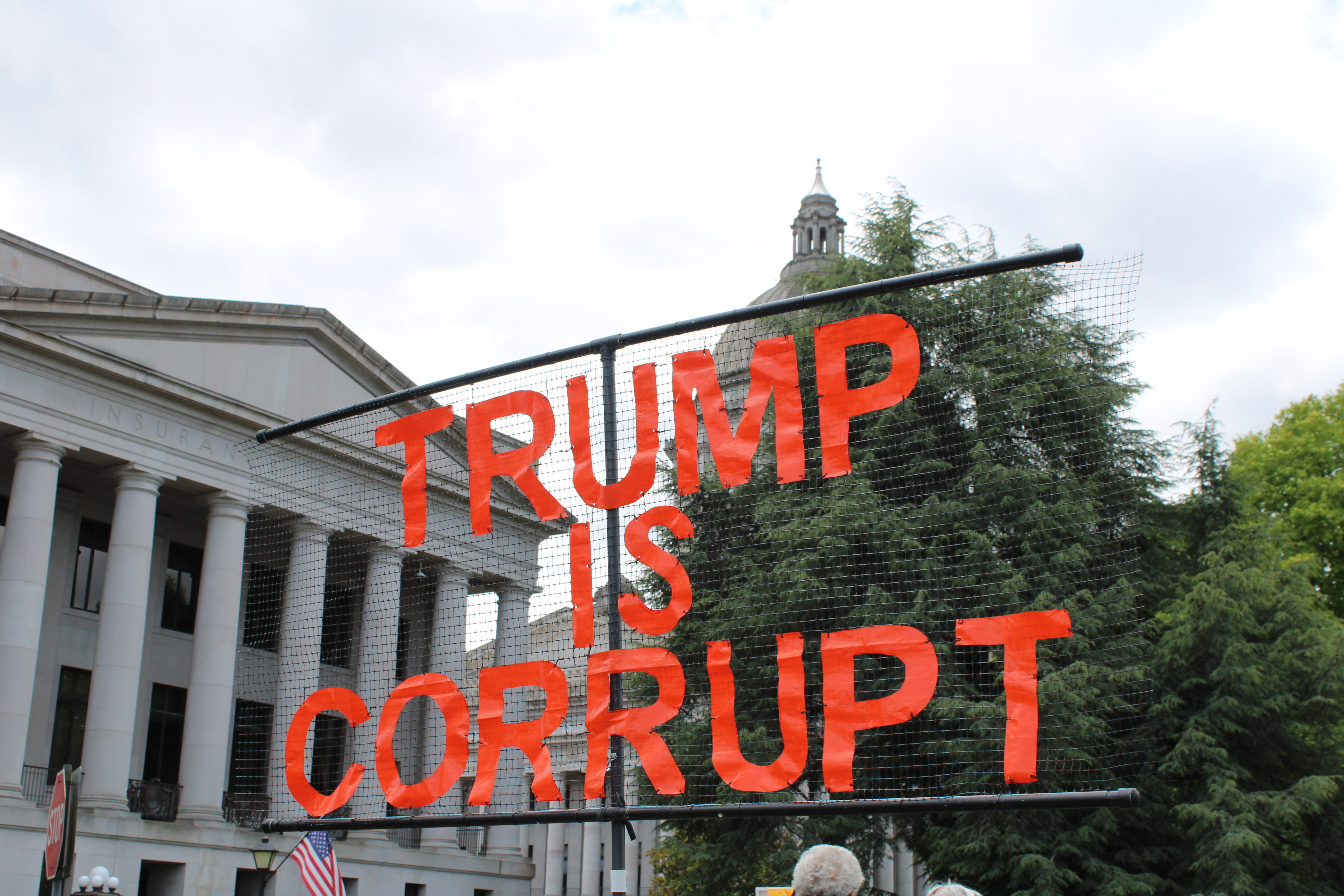
2025년 6월 14일 올림피아, 워싱턴주 의사당에서 열린 시위에서 "트럼프는 부패했다"고 적힌 표지판.

시애틀에서는 70,000명이 넘는 시위대가 캐피틀 힐에서 시애틀 다운타운을 거쳐 시애틀 센터까지 행진했는데, 이는 도시 역사상 가장 큰 시위 중 하나였다. 시애틀–베인브리지 아일랜드 페리의 MV 칼리턴에서도 제이 인즐리 전 주지사가 연설자로 나선 가운데 시위가 열렸다. 올림피아의 주의사당 밖에서는 5,000명이 넘는 사람들이 시위를 벌였다. 교외의 피어스, 스노호미시, 킹 카운티에서도 시위가 열렸는데, 에버렛의 브로드웨이를 따라 대규모 시위와 터코마의 피플스 파크에서 시위가 포함되었다. 유니언 갭에서는 2,200명이 넘는 사람들이 붐비는 교차로에 줄을 서서 "경적-흔들기" 형태의 시위에 참여했다. 벨링햄에서는 수천 명의 사람들이 시청 앞에서 시위에 참여했다.
시위는 밴쿠버, 스포캔뿐만 아니라 왓컴 및 스캐짓 카운티에서도 예정되었다.

### 웨스트버지니아주
시위는 버클리 스프링스, 블루필드, 버캐넌, 찰스턴, 엘킨스, 헌팅턴, 모건타운, 마틴즈버그, 루이스버그, 롬니, 셰퍼드스타운, 그리고 휠링에서 계획되었다.

### 위스콘신주
밀워키에서는 수천 명, 매디슨에서는 15,000명이 넘는 사람들이 위스콘신 대학교 매디슨 캠퍼스에 모여 위스콘신주 의사당까지 행진했다.

### 와이오밍주
캐스퍼에서는 약 600명이 시위를 벌였고, 잭슨의 타운 스퀘어에서는 225명에서 300명 사이의 사람들이 집회에 참석했다. 알파인에서는 60명 이상이 모였다. 다른 시위는 버펄로, 샤이엔, 코디, 질레트, 랜더, 래러미, 파인데일, 록스프링스, 셰리든, 그리고 월랜드에서 계획되었다.

## 미국 속령에서의 시위
환경 및 문화 직접행동 단체인 프루테히 과한(Prutehi Guåhan)이 조직한 괌에서의 시위는 데데도의 마이크로네시아 몰 근처 주요 교차로에서 열렸다. 괌 의원을 역임하고 현재 공공 감사관인 BJ 크루즈는 시위에 대한 성명을 발표하며 미국 국경 내 군대 배치는 위헌이라고 말했다. 북마리아나 제도 사이판에서도 시위가 계획되었다. 푸에르토리코에서는 비에호 산후안에서 노 킹스 시위가 조직되었다. 미국령 버진아일랜드에서도 세인트 토머스와 세인트 존을 포함하여 다양한 시위가 일어났다. 세인트 존 주최자들은 인디비저블 무브먼트와 협력했다.

## 국제 시위
미국 밖에서도 많은 시위가 조직되었는데, 어떤 경우에는 반군주제의 인상을 피하기 위해 다른 이름으로 진행되었다.
캐나다에서는 밴쿠버에서 시위가 발생했다. 오타와의 주캐나다 미국 대사관 앞에서는 "폭군 반대(No Tyrants)"라는 이름으로 또 다른 시위가 열렸다.
코스타리카의 산호세에서는 미국 대사관 앞에서 시위가 일어났는데, 주로 도시 내 미국 디아스포라로 구성되었다.
일본에서는 도쿄 시부야에서 시위가 발생했다. 이 시위에는 현지 일본인과 미국 이민자 모두 참여했으며, "왕관 금지! 왕 금지!"라고 불렸다. 시위는 해외 거주 민주당원(Democrats Abroad)에 의해 조직되었다.
멕시코에서는 여러 시위가 있었다. 멕시코시티에서의 시위는 콜로니아 로마의 플라자 루이스 카브레라에서 시작하여 수백 명의 사람들이 참여한 가운데 파세오 데 라 레포르마 애비뉴에 있는 멕시코시티 미국 대사관까지 이어졌다. 최소 80명이 참여한 시위가 멕시코 도시 엔세나다에서도 일어났으며, 또 다른 시위는 로사리토에서 열렸다.
말라위의 릴롱궤 47구역에서 시위가 일어났다.
남아프리카에서도 시위가 있었다.

### 유럽
유럽에서는 주로 해외 거주 민주당원(Democrats Abroad)에 의해 많은 시위가 조직되었다.
벨기에 브뤼셀의 미국 대사관 앞에서 해외 거주 민주당원이 최소 100명이 참여하는 시위를 조직했다.
체코 공화국에서는 프라하의 얀 팔라흐 광장에 약 200명이 모였다. 시위는 해외 거주 민주당원과 프라하 국제 유니테리언 교회가 조직했다. 시위의 명칭은 "폭군 반대 시위"였다. 현지 대학의 롬인 심리학 학생인 로빈 발로그(Robin Balog)는 단상에 올라 롬인들이 겪었던 억압의 역사적 경험과 "인간성보다 권력과 이익을 우선하는 시스템에 대한 단합된 저항"을 언급하며, 트럼프 2기 행정부를 비판했다. 그는 또한 대규모 추방을 비판하고 트랜스젠더 인권과 여성 인권을 지지했다. 그의 연설은 지역 뉴스에 보도되었다.
덴마크에서는 코펜하겐의 콩엔스 뉘토르브에서 시위가 발생하여 미국 대사관 앞으로 이동했으며, 최대 300명의 시위대가 거리로 나왔다. 시위의 구호는 반군주제주의자와의 혼동을 피하기 위해 "왕은 없다(No Kings)" 대신 "폭군은 없다(No Tyrants)"로 변경되었다. 시위는 해외 거주 민주당원(Democrats Abroad)이 조직했다.
핀란드에서는 "해외 거주 민주당원(Democrats Abroad)"이 헬싱키 시민 광장에서 시위를 계획했다.
프랑스에서는 파리에서 수백 명이 행진했고, 니스에서는 약 100명이 행진했다.
독일에서는 베를린과 함부르크에서 여러 시위가 계획되었고, 프랑크푸르트에서는 200명이 오페른플라츠에 모였다.
이탈리아에서는 피렌체의 비아 데이 곤디와 토리노의 카리냐노 광장에서 시위가 열렸다. 이 시위는 해외 거주 민주당원(Democrats Abroad)이 조직했다.
아일랜드에서는 더블린의 미국 대사관 밖에서 시위가 열렸다.
네덜란드에서는 해외 거주 민주당원이 조직한 시위가 암스테르담의 미국 영사관 밖에서 열렸다. 이 시위는 반군주제주의의 인상을 피하기 위해 "폭군은 없다(No Tyrants)"로 명명되었다.
노르웨이에서는 오슬로에서 독재자 반대(No Dictators) 시위가 열렸다.
포르투갈에서는 해외 거주 민주당원(Democrats Abroad)이 조직한 시위가 리스본의 헤스타우라도르스 광장에서 열렸다. 주로 포르투갈에 거주하는 미국 이민자들을 중심으로 최소 100명이 참여했다. 포르투의 폰테 도스 레오스에서도 시위가 계획되었다.
스페인에서는 해외 거주 민주당원이 조직한 시위가 바르셀로나 시청에서 열렸다. 이 시위는 반군주제주의와 혼동되지 않도록 "독재자 반대: 저항의 날"이라는 이름으로 진행되었다. 이 행사의 참석자 수는 근처 팔레스타인 지지 시위의 영향으로 다소 제한적이었다는 점은 주목할 만하다.
스웨덴에서는 스톡홀름, 우메오 그리고 말뫼에서 해외 거주 민주당원(Democrats Abroad)과 스코네 협회(Skåne Association)가 조직한 시위가 있었다. 점심 시간까지 약 80명의 미국인들이 말뫼의 스토르토리에트에 모였다.
스위스에서는 "해외 거주 민주당원(Democrats Abroad)"이 제네바와 취리히에서 "왕은 없다 시위(No Kings protests)"라는 이름으로 시위를 조직했으며, 취리히에서는 취리히 페미니스트 파업(Zürich Feministicher Streik)이라는 이름으로도 시위가 진행되었다.
영국에서도 해외 거주 민주당원(Democrats Abroad)이 조직한 시위가 있었다. 잉글랜드 런던에서는 반군주제주의자와의 잠재적인 혼동을 피하기 위해 "폭군은 없다(No Tyrants)"와 "광대는 없다(No Clowns)"라는 이름으로 시위가 열렸는데, 특히 이날이 찰스 3세 국왕의 공식 생일이었고 시위 장소 근처에서 퍼레이드가 열리고 있었기 때문이었다. 이 시위에는 수백 명의 사람들이 참여했다. 스코틀랜드 에든버러에서는 미국 영사관 밖에서 시위가 열렸다.

## 같이 보기
- 2025년 미국 대규모 추방 반대 시위
- 50501 운동
- 과두 정치 투쟁 투어
- 도널드 트럼프 반대 시위
  - 도널드 트럼프 2기 행정부 반대 시위
  - 도널드 트럼프 반대 시위 연표

## 내용주
1. ↑  가디언에 따르면, "트럼프가 격화된 추방에 대한 대체로 평화로운 시위를 진압하기 위해 로스앤젤레스에 주 방위군과 미 해병대 병력을 보낸 이후로 사건에 대한 관심이 높아졌다."[18]